# Castello di Mey
Il castello di Mey (in passato detto castello di Barrogill, Castle of Mey in lingua inglese) si trova nella contea di Caithness, sulla costa settentrionale della Scozia, circa 10 km ad ovest di John o' Groats.

## Storia
Le terre di Mey appartenevano alla diocesi di Caithness; il castello di Mey fu costruito tra il 1566 ed il 1572, probabilmente sul sito di una vecchia fortificazione. In origine era una torre a tre piani con pianta a Z, aveva anche un'ala verso sud-est e una torre quadrata all'angolo nord-occidentale. Il castello fu ereditato dal figlio minore di George Sinclair, William, fondatore dei Sinclairs di Mey, e in seguito il castello divenne residenza dei Conti. Il nome della struttura fu cambiata in Barrogill, e fu ingrandita diverse volte nel XVII e XVIII secolo, e ancora nel 1821, quando gli fu data un'impronta neogotica secondo il progetto di William Burn. Barrogill uscì dalle proprietà della famiglia Sinclair nel 1889, alla morte del 15º Conte, e nel 1928 fu acquistato dal Capitano Imbert-Terry. Il castello fu utilizzato come luogo di ritiro per ufficiali durante la seconda guerra mondiale e nel 1950 i terreni furono venduti.

### Residenza reale

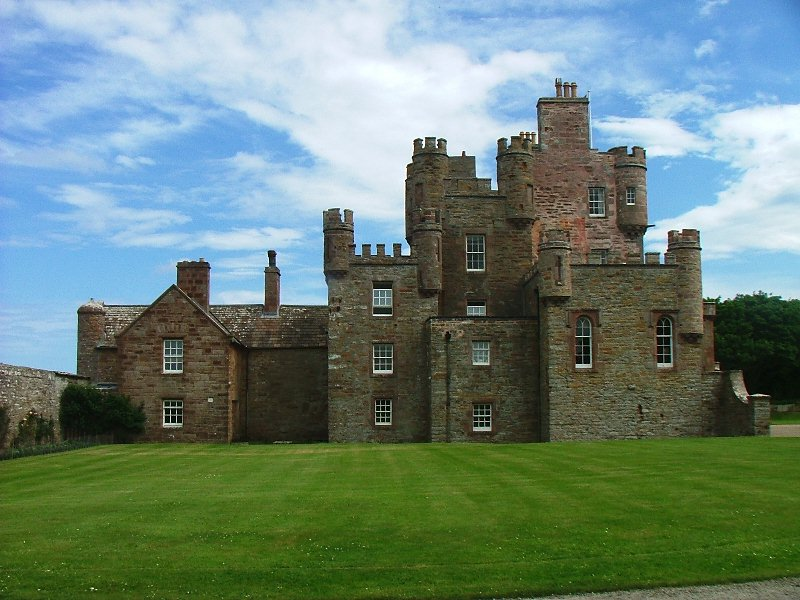
Castello di Mey

Il castello si trovava in uno stato di quasi abbandono quando, nel 1952, la struttura e la tenuta adiacente furono acquistate dalla regina consorte Elisabetta, la regina madre, vedova di Giorgio VI, che era morto nello stesso anno. La regina madre ristrutturò il castello per utilizzarlo come casa per le vacanze, rimuovendo alcune modifiche realizzate nel XIX secolo e ristabilendo il nome originale del castello. La regina visitò regolarmente il castello nei mesi di agosto e ottobre ogni anno dal 1955 fino alla sua morte nel marzo 2002, con l'ultimo soggiorno nell'ottobre 2001.
Nel luglio 1996 la regina madre incluse la proprietà, le terre circostanti e la fattoria nel "Queen Elizabeth Castle of Mey Trust", che sin dalla sua morte ha aperto il castello e i giardini al pubblico. Oggi è possibile visitarlo sette giorni su sette dal 1º maggio al 30 settembre ogni anno, eccezion fatta per dieci giorni tra la fine di luglio e l'inizio di agosto, quando Carlo III e la Regina Consorte soggiornano a Mey. Il Trust ha aperto un nuovo centro visitatori all'inizio del 2007, anno in cui il numero di visitatori ha raggiunto la cifra di 29.000 persone.